# Hardanger (borduren)

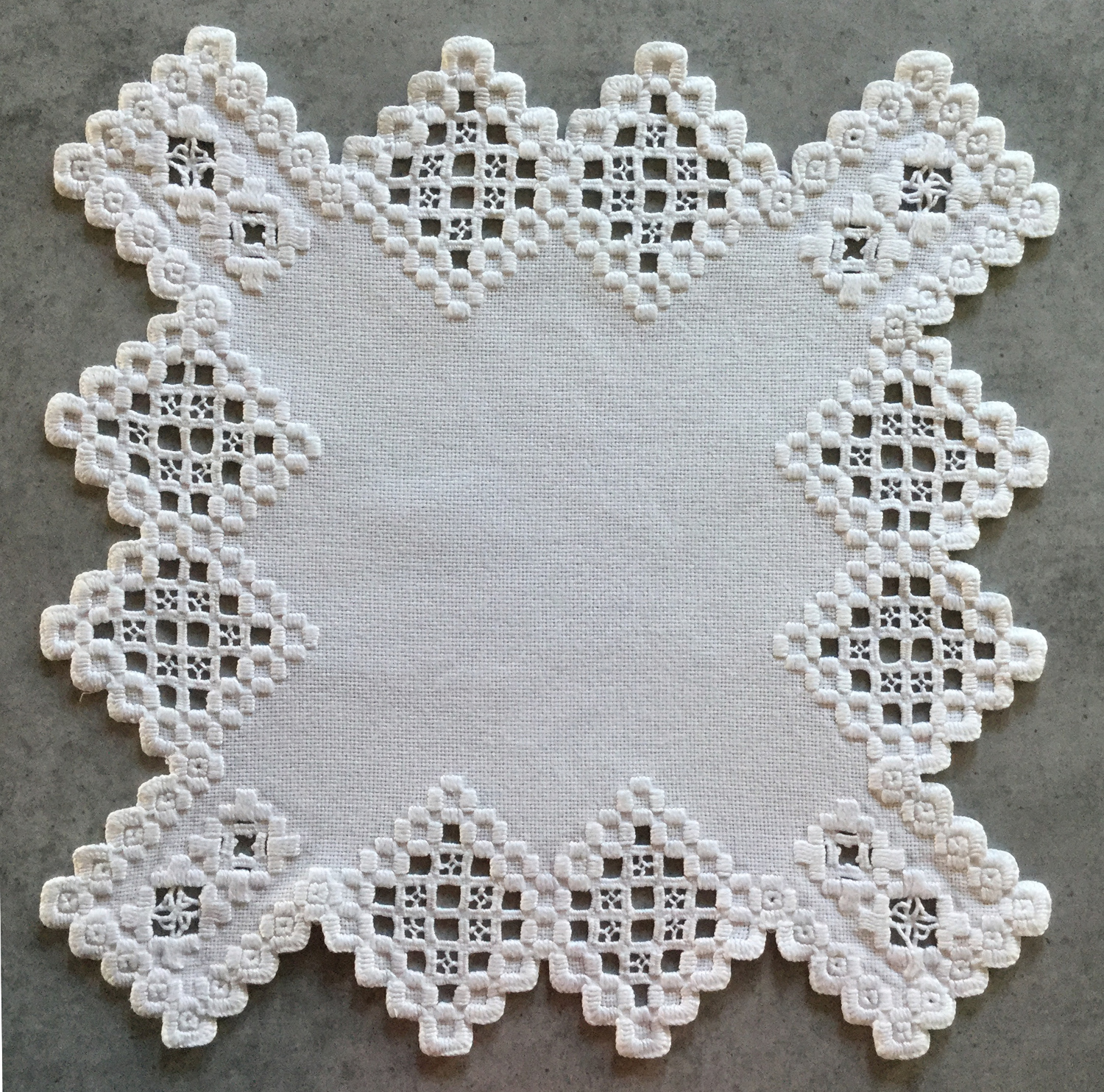
Sierdoek met hardangerborduurwerk

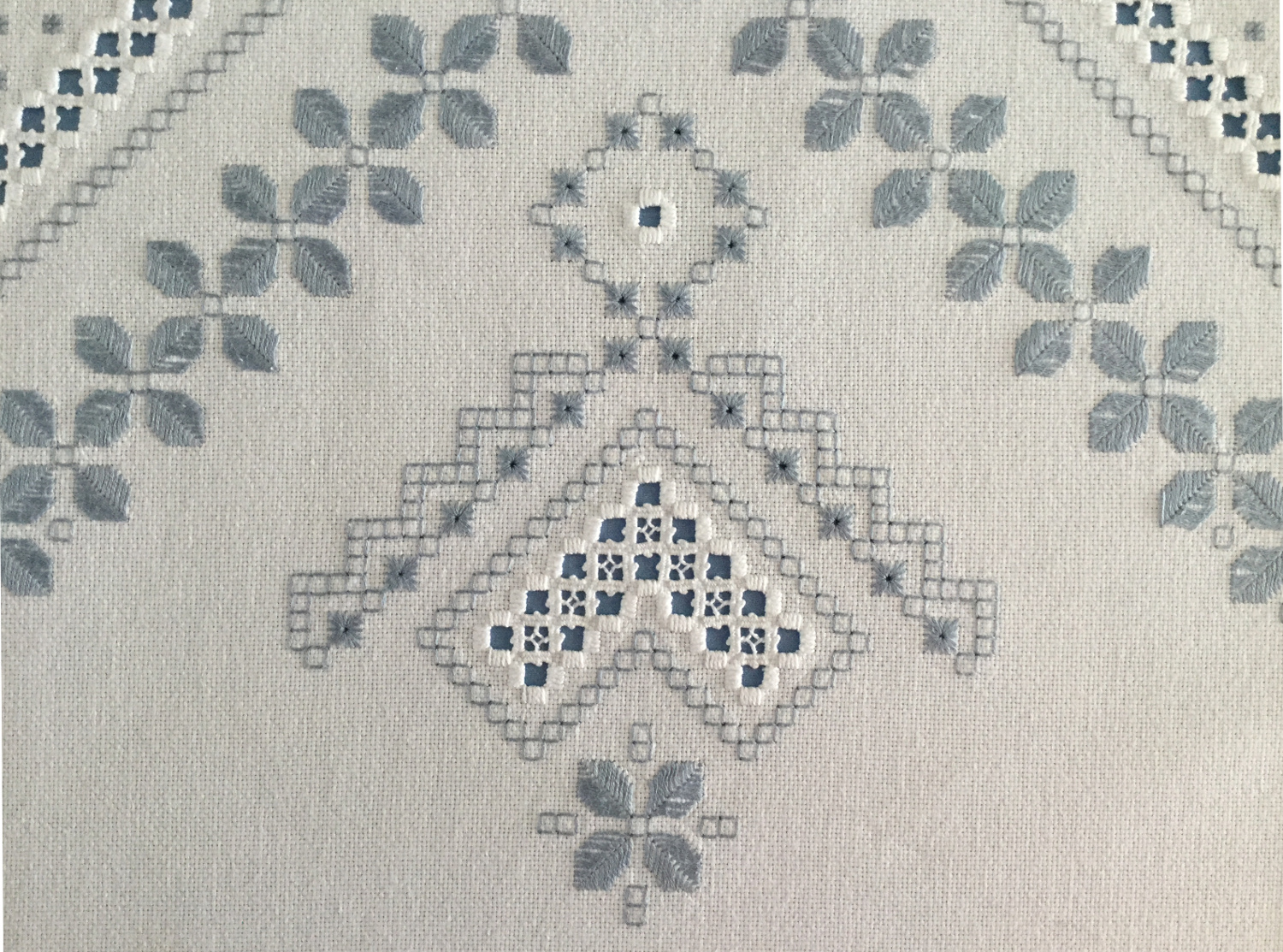
Detail van een tafelkleed met hardangerborduurwerk

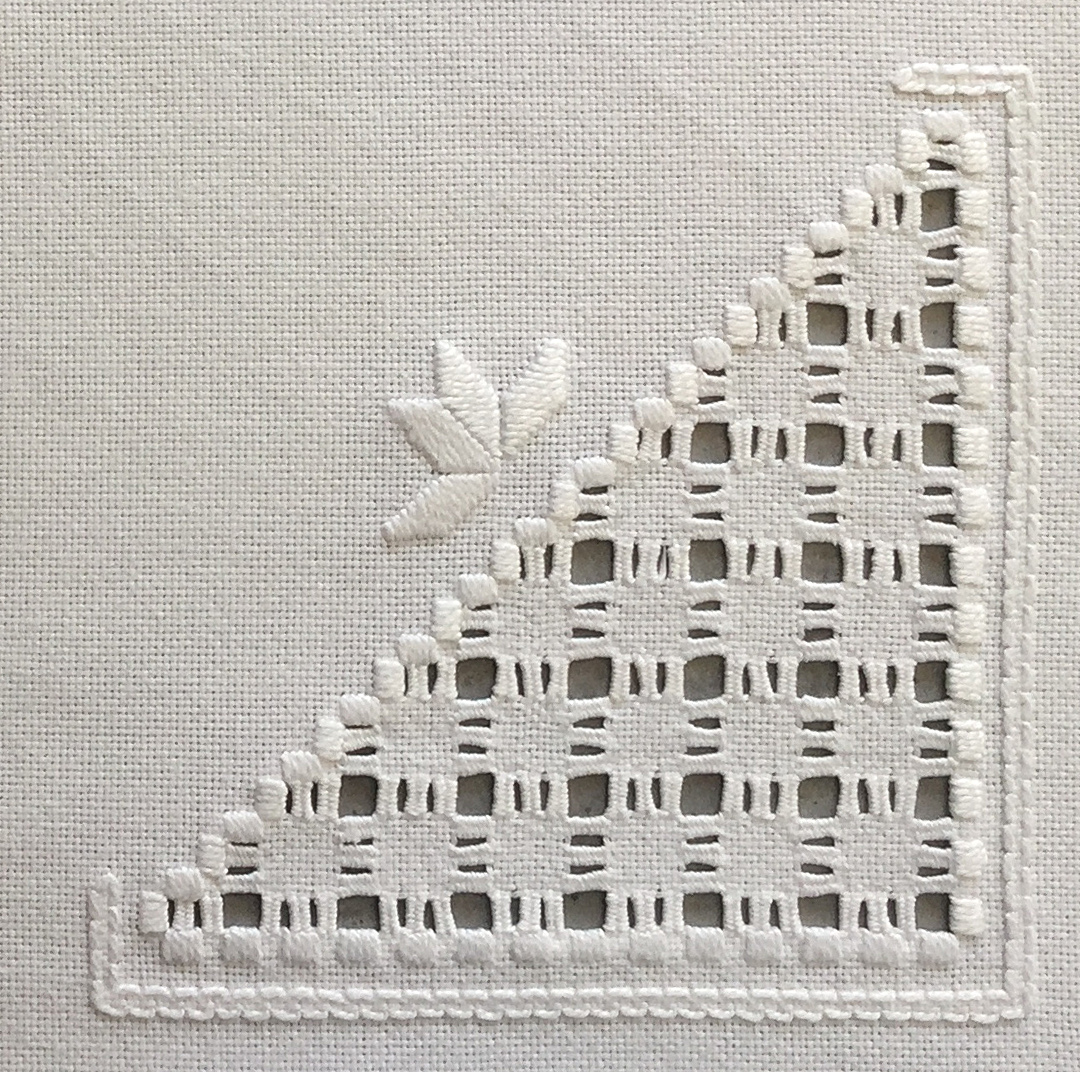
Detail van een sierdoek met hardangerborduurwerk

Hardangerborduurwerk is een techniek van opengewerkte borduurkunst. Het dankt zijn naam aan de Hardangerstreek in Noorwegen waar het voornamelijk gebruikt werd om de traditionele schorten en blouses te versieren. De techniek is van oosterse oorsprong. De eerste opengewerkte borduurwerken ontstonden in de 7e eeuw in Perzië. Tijdens de Renaissance kwam deze borduurtechniek via de havensteden vanuit Azië in Europa terecht.
De Noorse vorm van dit handwerk kreeg de naam hardanger naar het gebied rond de Hardangerfjord in Noorwegen waar het verder ontwikkeld werd en tot bloei kwam tussen 1650 en 1850. Hardanger stamt rechtstreeks af van het Italiaanse Reticella borduurwerk, ook wit op wit gemaakt. Daar waren het vooral adellijke dames die tafelkleden en altaardoeken borduurden.
In de omgeving van het Hardangerfjord ontwikkelden plattelandsvrouwen het borduurwerk verder. Elke familie creëerde zijn eigen typische hardangerpatronen om blouses, schorten en feestkledij (bunad) te ontwerpen waarvoor handgeweven linnen werd gebruikt. Sommige families bezitten nog steeds een complete bruidsschat versierd met hardanger.
Om zijn typische geometrische patronen te vormen kan Noors hardangerborduurwerk gecombineerd worden met decoratieve steken, onder andere de satijnsteek, de kruissteek, de kettingsteek en de festonsteek. Eerst naait men strakke blokpatronen in platsteek. Na het borduren van het patroon worden binnen het motief bepaalde draden doorgeknipt en uitgetrokken. De overgebleven stofdraden worden met siersteken omwikkeld zodat er een soort spijltje ontstaat.
Rond het jaar 1895 werd het hardangerborduurwerk ontdekt door verschillende garenfabrikanten die Noorwegen bezochten. De patronen, borduursteken en speciale technieken waren niet auteursrechtelijk beschermd. Daarom begonnen ze de plaatselijke handenarbeid te kopiëren en startten ze met het uitgeven van verschillende brochures met hardangerborduurmotieven.Op de wereldtentoonstelling van Parijs in 1900 werd hardanger officieel aan de wereld voorgesteld. Een uitgestalde hardangerschort, het werk van Brita Skalveit uit het district Aga, werd met een prijs bekroond.